# Фатеевское сельское поселение (Тюменская область)
Фатеевское се́льское поселе́ние — муниципальное образование в Вагайском районе Тюменской области Российской Федерации.
Административный центр — село Фатеево.

## История
Статус и границы сельского поселения установлены Законом Тюменской области от 5 ноября 2004 года № 263 «Об установлении границ муниципальных образований Тюменской области и наделении их статусом муниципального района, городского округа и сельского поселения».

## Население
| 2010 | 2011 | 2012 | 2013 | 2014 | 2015 | 2016 |
| ---- | ---- | ---- | ---- | ---- | ---- | ---- |
| 416  | ↘415 | ↘391 | ↘387 | ↘379 | ↘363 | ↗370 |
| 2017 | 2018 | 2019 | 2020 | 2021 | 2023 |      |
| ↘364 | ↘357 | ↘345 | ↘337 | ↘242 | ↘225 |      |

## Состав сельского поселения
| №  | Населённый пункт | Тип населённого пункта       | Население |
| -- | ---------------- | ---------------------------- | --------- |
| 1  | Баишевская       | деревня                      | 99        |
| 2  | Березовка        | деревня                      | 45        |
| 3  | Выдумка          | деревня                      | 11        |
| 4  | Доронина         | деревня                      | 1         |
| 5  | Истомина         | деревня                      | 15        |
| 6  | Каренгина        | деревня                      | 3         |
| 7  | Кошкаин          | деревня                      | 12        |
| 8  | Поварнина        | деревня                      | 4         |
| 9  | Созонова         | деревня                      | 6         |
| 10 | Соснова          | деревня                      | 13        |
| 11 | Фатеево          | село, административный центр | 193       |
| 12 | Шабры            | деревня                      | 14        |